# 竹内重年
竹内 重年（たけうち しげとし、1933年5月10日 - 2021年6月23日）は、日本の法学者、弁護士。専門は憲法学、政党法。

## 経歴
1933年、岡山県岡山市に生まれる。早稲田大学大学院法学研究科修士課程修了。東京大学社会科学研究所所員として憲法、行政法を専攻した。ドイツ公法研究のためハイデルベルク大学へ留学し、憲法学者ゲルハルト・ライプホルツ（de:Gerhard Leibholz）に師事した。
1962年、参議院法制局参事に就任。1968年に熊本大学講師に就任し、その後、助教授を経て教授に就任する。1995年、「ドイツ政党法の実証的研究」で北海道大学法学博士号を取得。1996年、明治大学教授に就任。2004年に定年退任した後は、関東学園大学法学部特任教授を務めた。

## 著書
- 『憲法のしくみ』（1983年、啓文社）
- 『憲法論攷』（1985年、啓文社）
- 『学窓からの社会寸評 新聞談話と対談』（1986年、啓文社）
- 『憲法講話』（1989年、信山社出版）
- 『憲法の視点と論点』（1996年、信山社出版）
- 『よくわかる日本国憲法』（2003年、第三文明社・レグルス文庫）
- 『信教の自由と政治参加』（2005年、第三文明社・レグルス文庫）

## 翻訳
- ヘルムート・ルンプ、竹内重年『法治国における統治行為 : 法と政治の関係を検討するための比較法的研究』（改訂版）木鐸社、2002年。ISBN 4833222736。 NCID BA60048166。2021年12月28日閲覧。
- ゲアハルト.ライプホルツ、竹内重年『20世紀における民主制の構造変化』木鐸社、1983年。 NCID BN00491327。